# Abutilon ramosum
Abutilon ramosum är en malvaväxtart som först beskrevs av Antonio José Cavanilles, och fick sitt nu gällande namn av Jean Baptiste Antoine Guillemin. Abutilon ramosum ingår i släktet klockmalvor, och familjen malvaväxter. Inga underarter finns listade i Catalogue of Life.